# (8590) Pygargus
(8590) Pygargus ist ein Asteroid des äußeren Hauptgürtels, der am 24. September 1960 von dem niederländischen Astronomenehepaar Cornelis Johannes van Houten und Ingrid van Houten-Groeneveld entdeckt wurde. Die Entdeckung geschah im Rahmen des Palomar-Leiden-Surveys, bei dem von Tom Gehrels mit dem 120-cm-Oschin-Schmidt-Teleskop des Palomar-Observatoriums aufgenommene Feldplatten an der Universität Leiden durchmustert wurden. Eine unbestätigte Sichtung (1954 QE1) des Asteroiden hatte es am Palomar-Observatorium schon am 27. August 1954 gegeben.
Der Asteroid gehört zur Themis-Familie, einer Gruppe von Asteroiden, die nach (24) Themis benannt wurde. Nach der SMASS-Klassifikation (Small Main-Belt Asteroid Spectroscopic Survey) wurde bei einer spektroskopischen Untersuchung von Gianluca Masi, Sergio Foglia und Richard P. Binzel bei (8590) Pygargus von einer dunklen Oberfläche ausgegangen, es könnte sich also, grob gesehen, um einen C-Asteroiden handeln.
Die zeitlosen (nichtoskulierenden) Bahnelemente von (8590) Pygargus sind fast identisch mit denjenigen des kleineren, wenn man von der Absoluten Helligkeit von 16,2 gegenüber 13,2 ausgeht, Asteroiden (243371) 2008 WY119.
(8590) Pygargus ist nach der Wiesenweihe benannt, deren wissenschaftlicher Name Circus pygargus lautet. Zum Zeitpunkt der Benennung des Asteroiden am 2. Februar 1999 befand sich die Wiesenweihe auf der niederländischen Roten Liste gefährdeter Arten. Die Anfangsbuchstaben der Asteroiden (8585) bis (8600) bilden die Redewendung Per aspera ad astra.